# Нуэво-Прогресо (Рио-Браво)
Нуэво-Прогресо (исп. Nuevo Progreso) — малый город в Мексике, штат Тамаулипас, входит в состав муниципалитета Рио-Браво. Численность населения, по данным переписи 2010 года, составила 10 178 человек.

## Общие сведения
Название Nuevo Progreso с испанского языка можно перевести как новый прогресс.
Датой основания городка считается 19 сентября 1967 года, когда сюда перемещались люди в связи с прохождением урагана Беула.